# Giuseppe Festino
Giuseppe Festino (Castellammare di Stabia, 22 settembre 1943) è un illustratore e disegnatore italiano.

## Biografia
Nato in Campania, in provincia di Napoli, a causa dell'attività paterna di agente della Pubblica Sicurezza, si trasferisce con la famiglia a Pallanza, sul Lago Maggiore, e poi a Domodossola; a metà degli anni sessanta, dopo il servizio militare, si trasferisce a Milano dove lavora nello studio di Rinaldo Dami per tre anni.
Nel 1969 si sposa e nel 1972 ha un figlio. Negli anni settanta collabora con la De Agostini realizzando illustrazioni per l'Enciclopedia medica, e figurine con personaggi della Disney per l'Editrice Moderna oltre a copertine di dischi.
Dal 1976 al 1979 collabora come illustratore per la rivista di fantascienza Robot edita dalla Armenia e per la rivista Confidenze della Mondadori. Viene richiesto come collaboratore ai bianco-neri dalla Casa editrice Heyne di Monaco di Baviera per la serie di pubblicazioni specializzate in fantascienza.
Negli anni ottanta realizza le copertine della collana Urania della Mondadori. Successivamente disegna ritratti di personaggi del mondo della politica, dell'economia e dello spettacolo per Milano Finanza e Italia Oggi. Molte tavole architettoniche sono state approntate per i mensili Bell'Italia e Bell'Europa.
Tra l'anno 2010 e il 2011, di nuovo per Urania, ha realizzato uno o più disegni interni per ciascun romanzo. Svolge l'attività collaterale di saggista, occupandosi della produzione artistica di altri illustratori, sia italiani che stranieri.